# Зворыкин, Константин Алексеевич
Константи́н Алексе́евич Зворы́кин (25 марта [6 апреля] 1861, Муром, Владимирская губерния — 7 июля 1928, Киев) — русский и советский инженер-технолог в области технологии металлов; действительный статский советник (1904), профессор.

## Биография
Родился 25 марта/6 апреля 1861 года в Муроме.
В 1884 году окончил Санкт-Петербургский практический технологический институт.
С 1885 по 1887 год работал в Астрахани инженером по проектированию судовых механизмов.
В 1889 году со званием адъюнкт-профессора занял кафедру по механической технологии в Харьковском технологическом институте, а в 1894 году получил звание ординарного профессора. В том же году Зворыкин опубликовал «Курс по мукомольному производству», ставший первым руководством в этой области в России.
В 1898 году перешёл в качестве профессора и декана механического отделения в Киевский политехнический институт императора Александра II, где принимал участие в строительной комиссии Института.
В 1904 году занял должность директора Института и произведён в чин действительного статского советника, а в 1905 году вышел в отставку.
В 1918 году Зворыкин вернулся в Киевский политехнический институт и работал в нём до 1926 года. Он исследовал сущность явлений, сопровождающих процесс снятия металлической стружки. Им были глубоко исследованы основные теоретические вопросы механики и динамики процесса резания и его считают основоположником науки о резании металлов.
В самом начале 1920-х годов у него родился сын.
Скончался 7 июля 1928 года в Киеве и был похоронен на Лукьяновском кладбище (участок 21).

## Родственные связи
Его племянник — В. К. Зворыкин, изобретатель телевидения.

## Труды
- «Вертикальная форсунка Зворыкина» («Ниж. Вестник Пар. и Промышлен.», 1888, № 8);
- «Способ опытного определения коэффициента полезного действия и других величин, характеризующих судовые двигатели» (ib., 1889, № 5 и 6);
- «По поводу формулы для вычисления площадей колесных гребных плиц» (ib., 1893, № 2);
- «О некоторых изменениях в конструкции гребного винта при применении его для мелководных судов» («Техн. Сборн. и Вестн. Промышлен.», 1893, № 10 и 11);
- «Работа и усилие, необходимые для отделения металлических стружек» (ib., 1893, приложение, и отдельно);
- «Курс по мукомольному производству» (Харьков, 1894);
- «Керосиновые двигатели на сельскохозяйств. харьковской выставке» («Зап. Харьков, отделения Импер. Рус. Техн. общ.», 1894);
- «Детали машин» (1900, курс, прочитанный в Киевском полит. институте);
- «Мелкие стальные отливки из печи Piat» («Известия Южно-Русск. Общ. технологов», № 2, 1902);
- «Расход работы на вращение приводного вала или трансмиссии» (ib., 1903, № 6).